# Сайко Юхим Антонович
Юхим Антонович Сайко (20 січня (1 лютого) 1879, Бориспіль, Переяславський повіт, Полтавська губернія — ?) — український селянин, депутат Державної думи Російської імперії II скликання від Полтавської губернії.

## Життєпис
Народився 1 лютого 1879 року в Борисполі.
Був селянином містечка Бориспіль Переяславського повіту Полтавської губернії. Навчався у народному училищі, слухав лекції вищих комерційних курсів у Москві. Працював волосним писарем. Володів земельним наділом розміром пів десятини.
10 лютого 1907 року обраний депутатом Державної думи Російської імперії II скликання від Полтавської губернії. Входив до складу фракції трудовиків, а в її межах — до Української трудової громади. Брав участь у роботі розпорядчої та фінансової комісій, виступав на засіданнях з питань роботи Продовольчої комісії, асигнування 17,5 млн рублів на допомогу населенню, народної освіти, аграрних питань.